# تانجونغ باغار يونايتد
نادي تانجونغ باغار يونايتد لكرة القدم هو نادي كرة قدم محترف في سنغافورة. لعب النادي في دوري سنغافورة للمحترفين من 1996 إلى 2004، ومن 2011 إلى 2014. انسحب النادي من الدوري بعد موسم 2004 بسبب مشاكل مالية، ولكنه عاد في 2011. انسحب تانجونغ باغار يونايتد مرة أخرى في 2015 لنفس الأسباب.